# Ельвіра Барріга
Ельвіра Барріга (нім. Elvira Barriga; нар. 19 липня 1978) — австрійська борчиня вільного стилю, срібна призерка чемпіонату Європи.

## Життєпис
Боротьбою почала займатися з 1993 року. У 1993 році стала бронзовою призеркою чемпіонату світу серед юніорів. У 1995 році стала чемпіонкою Європи у цій же віковій групі. У 1997 і 1998 роках на цих же змаганнях здобувала срібні нагороди. У 2008 році стала срібною призеркою чемпіонату світу серед юніорів.
Виступала за клуб «KSV Zepter» з Гетциса. Тренер — Бруно Гартманн.

## Спортивні результати на міжнародних змаганнях

### Виступи на Чемпіонатах світу
| Змагання                        | Збірна  | Вагова категорія          | Місце |
| ------------------------------- | ------- | ------------------------- | ----- |
| Чемпіонат світу з боротьби 1994 | Австрія | жіноча боротьба, до 57 кг | 6     |
| Чемпіонат світу з боротьби 1995 | Австрія | жіноча боротьба, до 57 кг | 15    |
| Чемпіонат світу з боротьби 1997 | Австрія | жіноча боротьба, до 75 кг | 6     |
| Чемпіонат світу з боротьби 1998 | Австрія | жіноча боротьба, до 75 кг | 6     |
| Чемпіонат світу з боротьби 1999 | Австрія | жіноча боротьба, до 75 кг | 4     |

### Виступи на Чемпіонатах Європи
| Змагання                         | Збірна  | Вагова категорія          | Місце  |
| -------------------------------- | ------- | ------------------------- | ------ |
| Чемпіонат Європи з боротьби 1998 | Австрія | жіноча боротьба, до 75 кг | 7      |
| Чемпіонат Європи з боротьби 1999 | Австрія | жіноча боротьба, до 75 кг | Срібло |
| Чемпіонат Європи з боротьби 2000 | Австрія | жіноча боротьба, до 75 кг | 12     |

### Виступи на інших змаганнях
| Змагання                  | Збірна  | Вагова категорія          | Місце |
| ------------------------- | ------- | ------------------------- | ----- |
| Austrian Ladies Open 1997 | Австрія | жіноча боротьба, до 68 кг | 5     |

### Виступи на змаганнях молодших вікових груп
| Змагання                                       | Збірна  | Вагова категорія          | Місце  |
| ---------------------------------------------- | ------- | ------------------------- | ------ |
| Чемпіонат світу з боротьби серед юніорів 1993  | Австрія | жіноча боротьба, до 56 кг | Бронза |
| Чемпіонат Європи з боротьби серед юніорів 1995 | Австрія | жіноча боротьба, до 60 кг | Золото |
| Чемпіонат Європи з боротьби серед юніорів 1996 | Австрія | жіноча боротьба, до 65 кг | 4      |
| Чемпіонат Європи з боротьби серед юніорів 1997 | Австрія | жіноча боротьба, до 68 кг | Срібло |
| Чемпіонат Європи з боротьби серед юніорів 1998 | Австрія | жіноча боротьба, до 68 кг | Срібло |
| Чемпіонат світу з боротьби серед юніорів 1998  | Австрія | жіноча боротьба, до 68 кг | Срібло |